# Diego Lo Grippo
Diego Fernando Lo Grippo (Rosario, Provincia de Santa Fe, el 22 de enero de 1978) es un exbaloncestista argentino. Debutó profesionalmente el 11 de octubre de 1996, jugando para Ferro Carril Oeste de Buenos Aires en la Liga Nacional de Básquet. Con la selección argentina disputó 10 torneos organizados por FIBA. Su último equipo fue San Lorenzo de Buenos Aires, con el cual disputó y ganó la Liga de las Américas de 2019. El 21 de mayo de 2019 anunció su retiro de la práctica profesional.
Tras su retiro asumió como mánager de Quimsa, donde había disputado tres temporadas.

## Trayectoria
- 1996-97 LNB  Ferro (BA)
- 1997-98 LNB  Ferro (BA)
- 1998-99 LNB  Ferro (BA)
- 1999-00 LNB  Ferro (BA)
- 2000-01 LNB  Ferro (BA)
- 2001-02 LNB  Estudiantes (Olavarría)
- 2002-03 LNB  Atenas
- 2003-04 LEB  Alerta Cantabria Lobos
- 2004-05 LEB  Alerta Cantabria Lobos
- 2005-06 LEB  Club Baloncesto Atapuerca
- 2006-07 LEB  Club Baloncesto Atapuerca
- 2007-08 LEB  Club Baloncesto Atapuerca
- 2008-09 LEB  Club Baloncesto Atapuerca
- 2009-10 LNB  Atenas
- 2010-11 LNB  Quimsa
- 2011-12 LNB  Quimsa
- 2012-13 LNB  Quimsa
- 2013-14 LNB  Libertad de Sunchales
- 2014-15 LNB  Atenas
- 2015-16 LNB  Atenas
- 2016-17 LNB  Atenas
- 2017-18 LNB  Atenas[5]
- 2019 LdA : San Lorenzo (BA)[6]

## Palmarés

### Campeonatos en clubes
- Liga Nacional de Básquet (1)
  - Asociación Deportiva Atenas : 2002-03.

- Liga de las Américas (1)
  - San Lorenzo (BA) : 2019.

### Selección nacional
- Campeonato FIBA Américas: 
  - Santo Domingo 2005 (segundo puesto)
  - Las Vegas 2007 (segundo puesto)
- Campeonato Sudamericano: 
  - Montevideo 2003 (segundo puesto)
  - Campos dos Goytacazes 2004 (1.er puesto)
  - Caracas 2006 (3er puesto)

### Distinciones personales
- MVP de las Finales de la Liga Nacional de Básquet: 2002-03.